# Inupiluk
Inupiluk ist ein französischer Kurzfilm von Sébastien Betbeder aus dem Jahr 2015.

## Handlung
Thomas ist in Lise verliebt, doch meldet sie sich nicht auf seine Textnachrichten. Er hat jedoch noch ein viel größeres Problem: Sein Vater ist Grönländer und hatte ursprünglich vor, seine Freunde Ole und Adam auf eine Reise nach Paris zu begleiten und ihnen Frankreich zu zeigen. Er verletzte sich jedoch bei der Jagd und muss nun auf Grönland bleiben. Ole und Adam kommen nach Paris, da sie nach einigen Tagen weiter in die Schweiz zu einer Konferenz reisen werden. Thomas soll den beiden nun Paris und Umgebung zeigen. Thomas’ Freund, ebenfalls Thomas* genannt, hilft ihm dabei.
Ole und Adam kommen in Paris an und werden in Thomas’ Appartement untergebracht. Auch wenn Thomas und Thomas* kein Grönländisch sprechen, gelingt die Verständigung gerade so. Die vier schauen Tennis im Fernsehen, machen Musik und gehen am nächsten Tag in den Zoo, wo Ole und Adam viele Tiere sehen, die sie bisher nur auf Bildern angeschaut haben. Es folgt ein touristischer Streifzug durch Paris, eine Fahrt mit der Métro und schließlich eine Fahrt ans Meer zur Dune du Pilat, wo die vier baden und Tennis spielen. Es folgt ein bereits im Vorfeld durch Thomas’ Vater geplanter Jagdausflug und ein Tag im Wald inmitten der Natur. Thomas und Thomas* werden wehmütig und trauern um die vielen Dinge, die sie den beiden noch hätten zeigen können, wenn sie mehr Zeit gehabt hätten.
Der Tag des Abschieds kommt. Ole und Adam werden von Herrn Tanner in Empfang genommen, der beide in die Schweiz mitnimmt. Er spricht Grönländisch und kann erstmals für die jeweilige Gegenseite übersetzen. Ole und Adam bedanken sich für die aufregenden Tage; später teilt Thomas’ Vater seinem Sohn mit, dass Ole und Adam im Dorf nun als Inupiluk – „harte Kerle“ bzw. Gangster – gelten. Kurz nachdem Ole und Adam abgereist sind, meldet sich Line bei Thomas und will sich mit ihm treffen. Der jedoch entscheidet sich, zunächst Zeit mit seinem guten Freund Thomas* zu verbringen und dieser beginnt, ihm das Tennisspiel beizubringen.

## Produktion
Inupiluk wurde unter anderem über ein Crowdfunding auf Ulule finanziert. Das Finanzierungsziel von 5000 Euro wurde am 24. Juni 2013 erreicht. Ende Juni trafen Ole Eliassen und Adam Eskilden, die in Kullorsuaq leben, in Paris ein. Es war das erste Mal, dass beide in Frankreich zu Besuch waren, und beide schrieben im Vorfeld, dass sie gerne Tiere, den Wald und das Meer sehen wollen. Alle drei Parts wurden in den Film übernommen. Die Dreharbeiten fanden von Ende Juni bis Mitte Juli 2013 unter anderem in Paris statt. Gedreht wurde mit einer reduzierten Crew von fünf Personen. Während des Abspanns sind Szenen von Ole auf Grönland zu sehen, die von Produzent Nicolas Dubreuil gedreht wurden. Der Film basiert auf einem Drehbuch, da Sébastien Betbeder keinen Dokumentarfilm drehen wollte, fängt die Reaktionen von Ole und Adam jedoch authentisch ein. Mit Le film que nous tournerons au Groenland (2015) und Le voyage au Groenland (2016) schuf Betbeder zwei weitere Filme um Thomas, Thomas, Ole und Adam.
Inupiluk erlebte am 1. Februar 2014 auf dem Festival du Court-Métrage de Clermont-Ferrand seine Premiere und lief anschließend auf zahlreichen weiteren Filmfestivals, darunter dem Torino Film Festival. Am 25. Februar 2015 lief der Film gemeinsam mit dem Mittellangfilm Le film que nous tournerons au Groenland in den französischen Kinos an.

## Auszeichnungen
Auf dem Festival du Court-Métrage de Clermont-Ferrand gewann Inupiluk 2014 den Publikumspreis im nationalen Wettbewerb und den Prix Procireps. Inupiluk erhielt 2014 den Prix Jean Vigo in der Kategorie Kurzfilm und wurde 2016 für einen César in der Kategorie Bester Kurzfilm nominiert.